# الحقوق الأبوية والإجهاض
قضية الحقوق الأبوية والإجهاض هي امتداد لكل من جدل الإجهاض وحركة حقوق الآباء. وللدول التي تعترف بالحقوق القانونية للآباء في الإجهاض قوانين تتطلب أن يوافق الذكر الذي خصب الأنثى الحامل على عملية الإجهاض أو يتم إخباره قبل إجرائها.

## معلومات تاريخية
سمح القانون الروماني بالإجهاض المتعمد ولكنه نظمه مراعاة للأب البيولوجي. وقد قرر الإمبراطور سيبتيموس سيفيروس الذي حكم حوالي عام 211 ميلادية أن المرأة التي تقوم بالإجهاض دون موافقة زوجها يجب أن تُنفى لأنها حرمت زوجها من الأطفال.
في خطبته المسماة بمناصرة كلانتيو، والتي ألقاها عام 66 قبل الميلاد، يشير شيشرون إلى حالة سمع عنها وتقول بأن هناك سيدة من ميليتوس حُكم عليها بالإعدام لإجهاضها لحملها، بعد تلقي رشوة ممن أرادوا وراثة ممتلكات زوجها إذا لم ينجب أي وريث. وقال شيشرون إن قيامها بذلك قد «حطم أمل الوالد، وذكرى إسمه، وامتداد نسله، ووريث عائلته، ومواطن كان من المفترض أن يخدم وطنه».
وقد استشهد أحد الكتاب اليونانيين من الإسكندرية في مصر في القرن الرابع قبل الميلاد واسمه سوبتر، بقول المحامي ليسياس، الذي أشار إلى محاكمة وقعت في أثينا اتهم فيها رجل يدعى أنتجين زوجته بحرمانه من ولده بإجهاض نفسها.

## الرجال والإجهاض في القانون
إن الأمر يختلف باختلاف المنطقة فيما يتعلق بما إذا كان للرجل حق قانوني في تقديم مصلحته الشخصية، سواء كانت فيما يخص الإجهاض أو الأبوية أو التبني، على مصلحة شريكته في العلاقة.
توجد قوانين تتطلب موافقة الزوج أولاً على الإجهاض في كل من مصر، وغينيا بيساو، وإيران، والعراق، واليابان، وكوريا الجنوبية، والكويت، وملاوي، والمغرب، ونيكاراغوا، وسوريا، وتركيا، والإمارات العربية المتحدة. ومع ذلك، يمكن تجاوز هذا الشرط أو إلغاؤه في بعض الدول إذا كانت هناك مخاوف حقيقية على صحة الأمهات.
ومنذ صدور قرار روو ضد ويد، حاولت بعض الولايات في الولايات المتحدة سن قوانين تشترط موافقة الزوج. وحُكم على جميع هذه القوانين بعدم دستوريتها، وموافقة الزوج في قرار تنظيم الأسرة ضد دانفورث الصادر عام 1976، والوعي الزوجي في قرار تنظيم الأسرة ضد كيسي الصادر عام 1992.

### القضايا القانونية
في الصين، رفع زوج قامت زوجته بالإجهاض دعوى قضائية ضدها عام 2002 بموجب قانون يهدف إلى منح المساواة بين الجنسين من حيث الإنجاب والقرارات المتعلقة بوسائل منع الحمل. وينص القانون على أنه ليس للمرأة الأولوية القصوى على زوجها في القرارات الخاصة بإنجاب الأطفال.
وقد ظهر عدد من القضايا القانونية في العالم الغربي والتي يحاول فيها الرجال منع النساء الذين أقاموا معهن علاقات جنسية من القيام بالإجهاض، وقد فشلت جميعها:
- في عام 1978: حاول وليام باتون من ليفربول في المملكة المتحدة، منع زوجته المنفصلة عنه، جوان، من إجراء عملية الإجهاض في قضية باتون ضد أمناء الخدمة الاستشارية للحمل في بريطانيا عام 1978. وقد حكم القاضي لصالح زوجته وتم أيضًا رفض الطلب الذي قدمه السيد باتون لاحقًا لعقد جلسة استماع أمام المحكمة الأوروبية لحقوق الإنسان.[6][7][8]
- عام 1987: حاول روبرت كارفر من المملكة المتحدة منع عملية إجهاض في قضية سي ضد إس لعام 1987. وادعى أن قانون (الحفاظ على) حياة الرضيع يطبق على الجنين، حيث مضى على حمل صديقته السابقة 21 أسبوعًا. عندما رفضت محكمة العدل العليا ومحكمة الاستئناف في إنجلترا وويلز القضية، التي تم النظر فيها أمام مجلس اللوردات، حيث انحاز ثلاثة لوردات للقرارات السابقة. واستغرقت العملية القانونية بأكملها 36 ساعة، حيث رفضت هيئة الصحة السماح بالإجهاض قبل التوصل إلى القرار، مما جعلها أسرع قضية حُكِم فيها في تاريخ القانون البريطاني. ومع ذلك، فقد اختارت المرأة المعنية استكمال الحمل إلى نهايته وأعطت الطفل لكارفر.[9]
- عام 1989: قدم جان جي ترمبلي من مقاطعة كيبك، إنذارًا قضائيًا ضد صديقته، شانتال ديجيل، في محاولة لمنعها من القيام بالإجهاض المُتَعَمد في القضية الكندية عام 1989 ترمبلي ضد ديجيل. وقد حكمت المحكمة العليا في كندا في النهاية أنه لم يكن هناك سابقة بأن يحصل الرجل على حق لحماية «ذريته المحتملة»، حيث إن الجنين الحي لم يولد بعد لكي يحصل على حق الحياة بموجب ميثاق الكيبك لحقوق الإنسان والحريات.
- عام 2011: فشل ستيفين هون من كوفنتري، بالمملكة المتحدة في محاولة منع صديقته السابقة كلير هانسيل من القيام بالإجهاض.[10]

## الجدل
يقول هؤلاء الذين يدعمون حق الرجل في المشاركة المباشرة إنه من غير المعقول، بعد حدوث التخصيب، أن يتم إعطاء النساء العديد من الخيارات المتعلقة بالحمل وتربية الأطفال أكثر من الرجال. Cathy. (April 2003). “Aborting Equality: Men's Odd Place in the Abortion Debate.” Reason. وقد قال أرمين بروت عن السلطة الأبوية «يمكن للمرأة حرمان الرجل قانونيًا من حقه في أن يصبح أبًا أو إجباره على عمل شيء ضد إرادته».

### الاعتراض على الإجهاض
يقول نشطاء حقوق الرجال وحقوق الآباء إنه يجب على الرجال امتلاك حق الاعتراض على قرارات شريكاتهم الخاصة بالإجهاض. وبالمثل، كتب الفيلسوف جورج هاريس إنه إذا قام رجل بتخصيب امرأة لهدف واضح وهو إنجاب طفل، برضا الطرفين، فمن غير المقبول أخلاقيًا لتلك المرأة أن تقوم بالإجهاض لاحقًا.

### الاعتراض على الحمل
أشار خبير أخلاقيات علم الأحياء جاكوب أبيل إلى أنه "إذا تم منح الرجل حق الاعتراض على اختيار المرأة لإجراء عملية الإجهاض في الحالات التي يستعد فيها لدفع نفقات الطفل، لماذا لا يُمنح الحق في المطالبة بالإجهاض عندما لا يكون على استعداد لتوفير هذه النفقات؟

### الانسحاب
بالرجوع إلى الحالات التي لم يرغب فيها الرجال في أن يصبحوا آباءً، وطُلب منهم دفع نفقة الطفل، أوضحت ميلاني مكولي، محامية من ولاية كارولينا الجنوبية، في مقالها عام 1998، «إجهاض الذكور: حق الأب المفترض في إتمام رعايته وسداد التزامات الطفل المرتقب»، نظرية «إجهاض الذكور»، والتي كانت تقول فيها إنه يجب على الرجال أن يكونوا قادرين على إنهاء التزاماتهم القانونية تجاه الأطفال غير المرغوب فيهم. وفي بعض الحالات، يُجبر الرجال والفتيان الذين يقومون بالمعاشرة الجنسية مع السيدات (سواء عند بلوغ سن الرشد أو غير ذلك) على دفع نفقة الطفل لهؤلاء السيدات.
ويقول أولئك الذين يعترضون على امتلاك الرجال الحق في المشاركة المباشرة إنه نظرًا لأن المرأة هي من تحمل الطفل المرتقب للزوجين، فإن قرارها الخاص بالموافقة على عملية الإجهاض أو رفضها يجب أن يكون هو القرار النهائي. وقد ذكرت مارشا جاريسون، وهي أستاذ في كلية بروكلين للحقوق والقانون، أن المحاكم الأمريكية تعترف «بأن الجنين يكون في جسد المرأة، وبداخلها ولا يمكن فصله عنها، ومن ثم فإن الأمر لا يتعلق فقط باتخاذها القرار حول حملها للطفل، ولكنه يتعلق بجسدها أيضًا».
ومع ذلك، يمكن للمرء أيضًا القول بأنه إذا كانت الذاتية أمرًا أساسيًا للحصول على الحقوق، وإذا كانت المرأة هي من يقرر الاستمرار في الحمل حتى الإنجاب، إذًا فعليها أن تتحمل جميع مسؤوليات الأبوة وتربية الأطفال (السماح للرجل بشكل أساسي بالانسحاب من نفقة الطفل). وذكر التقرير الخاص بمؤسسة غالوب الأمريكية لعام 2002 أن 38% من السكان يعارضون طلب الحصول على موافقة الزوج على الإجهاض.. وفي الاستطلاع الذي أجرته مؤسسة غالوب عام 2003، بلغت نسبة المشاركين الموافقين على إخطار الزوج 72%، في حين عارض 26% من المشاركين، وممن شملهم الاستطلاع وافق 79% من الرجال و67% من النساء.

#### المشاركة
من المحتمل أيضًا، أنه بدلاً من اتخاذ الموقف الذي يجب أن يحظى فيه الذكور بحرية الانسحاب من مسؤولياتهم وحقوقهم المتأصلة، يمكن اتخاذ موقف بضرورة مشاركة الرجل في تحمل هذه المسؤوليات والاضطلاع بها وإجباره على متابعتها، ومن خلال القيام بذلك فقط، يتم الحصول على الحقوق الأبوية. وهذا ما يحدث خلال عملية التبني.

## وصلات خارجية
- Men and Abortion: pre-abortion counseling tailored toward men.